# Rodriguezia compacta
Rodriguezia compacta är en orkidéart som beskrevs av Rudolf Schlechter. Rodriguezia compacta ingår i släktet Rodriguezia och familjen orkidéer. Inga underarter finns listade i Catalogue of Life.